# 螢蝦屬
螢蝦科（學名：Luciferidae）是十足目枝鰓亞目櫻蝦總科一個很少為人認識的科，只有一個螢蝦屬。螢蝦屬是一個退化了的物種，有長長的身軀，但只有三對胸足，而且均沒有爪，其第四及第五對腳已退化；也沒有鰓。
臺灣西南海域螢蝦類共發現1屬5種，豐度是磷蝦類的3倍多，繁殖季很可能是在夏季。主要之優勢種為Lucifer penicillifer，其屬於沿岸廣鹽性的種類，平均豐度為142±755ind./100m3，占全螢蝦類總豐度的44％，不過出現率卻不高，僅29％左右，這是由於此種在夏季近岸的測站有大量聚集的現象。居次位的為L. typus，主要以離岸較遠的測站數量較多，平均豐度為71±108 ind./100m3，數量雖僅約L. penicillifer之一半，但是出現率高達87％，為較常見的種類。L. intermedius排名第三，平均豐度為 40±87 ind./100m3，為台灣淺灘湧升流區主要的優勢種。L. typus及L. intermedius出現率都在50％以上，而且有日周性垂直遷移的現象。 L. faxoni和L.hanseni則是屬於分布於沿岸的稀有種。

## 分類
現時螢蝦屬已確認的品種有七個：
- Lucifer chacei Bowman, 1967
- Lucifer faxoni Borradaile, 1915
- Lucifer hanseni Nobili, 1905
- Lucifer intermedius Hansen, 1919
- Lucifer orientalis Hansen, 1919
- Lucifer penicillifer Hansen, 1919
- Lucifer typus H. Milne-Edwards, 1837